# アティナ・パパフォティウ
アティナ・パパフォティウ（ギリシャ語: Αθηνά Παπαφωτίου、ラテン文字転写: Athiná Papafotíou、1989年8月23日 - ）は、ギリシャの女子バレーボール選手。元ギリシャ代表。

## 来歴

### クラブチーム
アテネ出身。2007年、イリシアコスへ入団。2008/09シーズンはAE Agias Paraskevisへ移籍し1年間プレーした。2009/10シーズンはGSパニオニオスでプレーした。2010年にパナシナイコスに移籍し、2010/11シーズンの国内リーグで優勝を果たした。2011年、AEKアテネへ移籍し、3年間プレーした。2011/12シーズンの国内リーグで優勝しベストセッター賞を受賞し、2012/13、2013/14シーズンの国内リーグでは準優勝した。2014/15シーズンはドイツのアリアンツ MTV シュトゥットガルトでプレーし、ブンデスリーガで準優勝、ドイツカップで優勝した。2015年、フランスのASPTT ミュルーズへ移籍し、2年間プレーした。2016/17シーズンのフランスリーグで優勝に貢献し、ベストセッター賞を受賞した。2017年6月にイタリアセリエA1のイモコ・コネリアーノへの加入が発表される、がシーズン途中でポーランドのŁKSコマースコン・ウッチへ移籍した。2018年5月、再びフランスのASPTT ミュルーズに入団することが発表され、2018/19シーズンのフランスLigueAではMVPとベストセッター賞を受賞した。2019/20シーズンはイタリアセリエA1のPolisportiva Filottrano Pallavoloでプレーした。2020年4月、ドイツのアリアンツ MTV シュトゥットガルトへの移籍が発表され、2020/21シーズンのブンデスリーガで準優勝し、欧州チャンピオンズリーグに出場した。2021年5月、再びパナシナイコスへの移籍が発表され、2021/22シーズンの国内リーグで優勝を果たした。チームの主将を務め、2022/23シーズンの国内リーグではチームを2連覇へ導き、自身はMVPとベストセッター賞を受賞した。2023/24シーズンの国内リーグでチームをリーグ3連覇に導き、ベストセッター賞を受賞した。

### 代表チーム
2011年、シニア代表に初選出され、同年のヨーロッパリーグに出場した。2015年のヨーロッパリーグでは銅メダルを獲得した。2019年、欧州選手権に出場した。2020年、自身のインスタグラムで昨年の欧州選手権で代表試合での引退を表明した。

## 球歴
- 欧州選手権 - 2019年

## 受賞歴
- 2012年 - 2011/12 Greek A1 Etniki  ベストセッター賞
- 2016年 - 2015/16 フランスLigue A  ベストセッター賞
- 2017年 - 2016/17 フランスLigue A  ベストセッター賞
- 2019年 - 2018/19 フランスLigue A  MVP、ベストセッター賞
- 2023年 - 2022/23 Greek A1 Etniki  MVP、ベストセッター賞
- 2024年 - 2023/24 Greek A1 Etniki  ベストセッター賞

## 所属クラブ
- イリシアコス（2007-2008年）
- AE Agias Paraskevis（2008-2009年）
- GSパニオニオス（2009-2010年）
- パナシナイコス（2010-2011年）
- AEKアテネ（2011-2014年）
- アリアンツ MTV シュトゥットガルト（2014-2015年）
- ASPTT ミュルーズ（2015-2017年）
- イモコ・コネリアーノ（2017-2018年）
- ŁKSコマースコン・ウッチ（2018年）
- ASPTT ミュルーズ（2018-2019年）
- Polisportiva Filottrano Pallavolo（2019-2020年）
- アリアンツ MTV シュトゥットガルト（2020-2021年）
- パナシナイコス（2021-）